# Place du Louvre
Der Place du Louvre ist ein Platz im 1. Arrondissement von Paris.

## Lage
Der Platz liegt gegenüber dem Osteingang zum Louvre an der Rue de l’Amiral-de-Coligny.

## Namensursprung
Der Platz liegt gegenüber dem Louvre, weshalb er so benannt wurde.

## Geschichte
An dieser Stelle hatten die Wikinger ihr Lager aufgeschlagen, als sie 885 Paris belagerten.
In der Folgezeit, mit dem Bau des Louvre und der Entwicklung der Stadt, siedelten sich an dieser Stelle schöne Herrenhäuser an, wie zum Beispiel das Hôtel du Petit-Bourbon.
Der Platz wurde mit dem Bau der Kolonnaden des Louvre und den Straßenbauten durch Georges-Eugène Haussmann im 2. Kaiserreich neu angelegt.
Von 1806 bis 1814 wurde der Platz vor den Kolonnaden «Place d’Iéna» genannt, im Gedenken an die Schlacht bei Jena.

Historische Ansichten
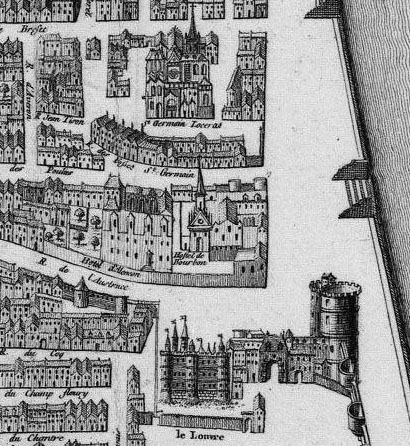
Der Platz um die Église Saint-Germain-l’Auxerrois, Auszug aus dem Plan von Saint-Victor, um 1550
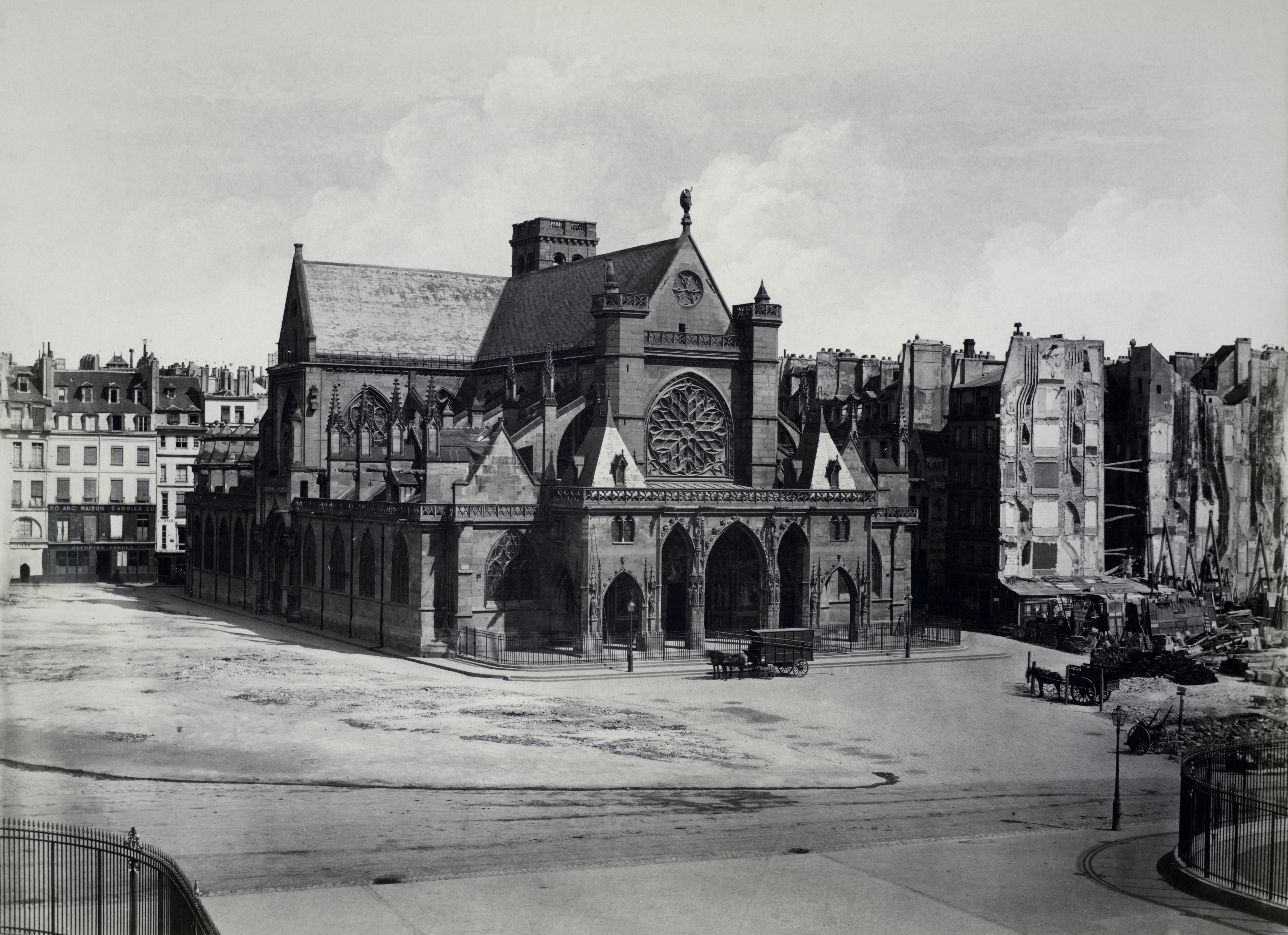
Place du Louvre während der Entstehung 1858
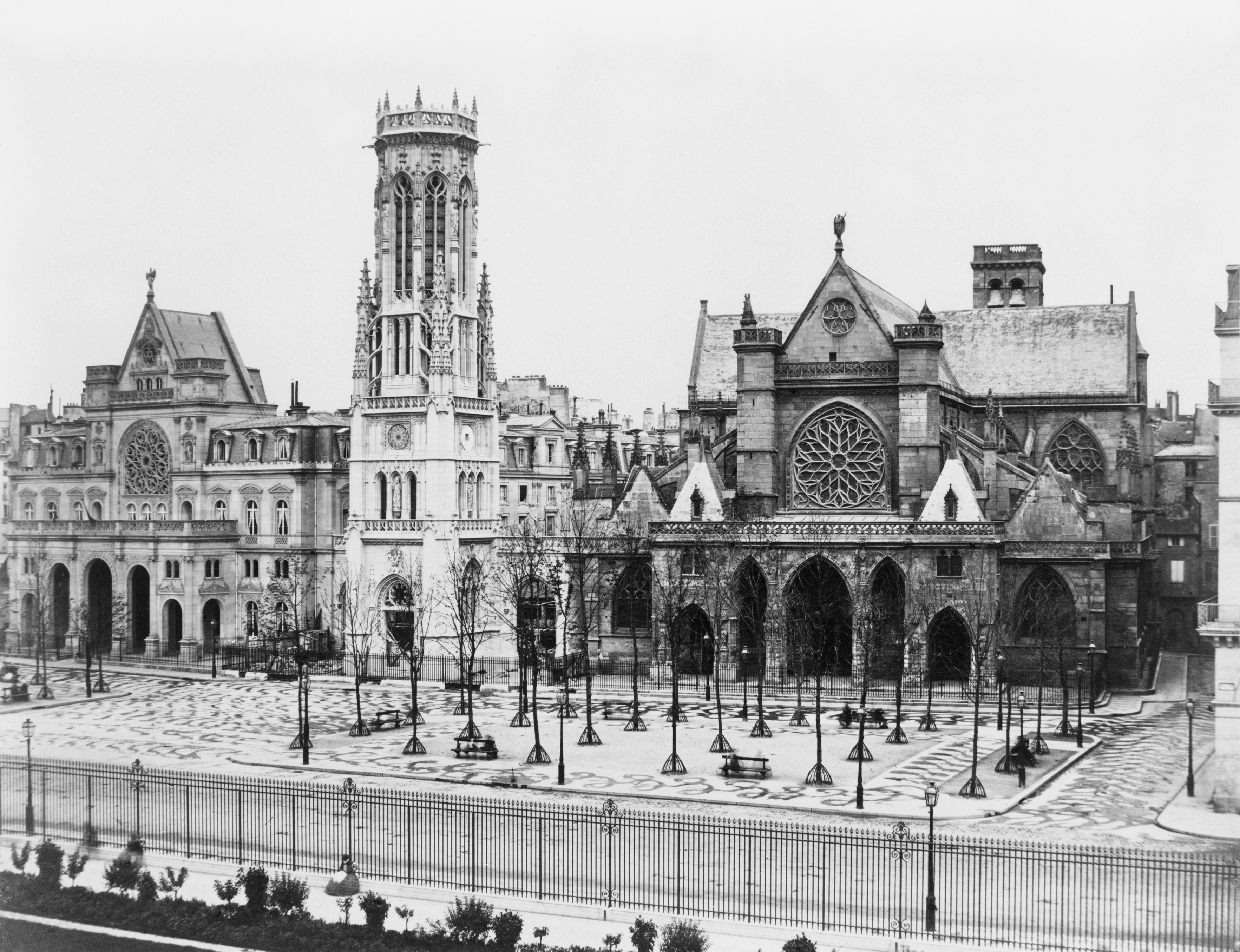
Place du Louvre zwischen 1858 und 1870 von Édouard Baldus.

## Sehenswürdigkeiten
- An der Ostseite des Platzes befinden sich die Église Saint-Germain-l’Auxerrois und das Rathaus des 1. Arrondissement.

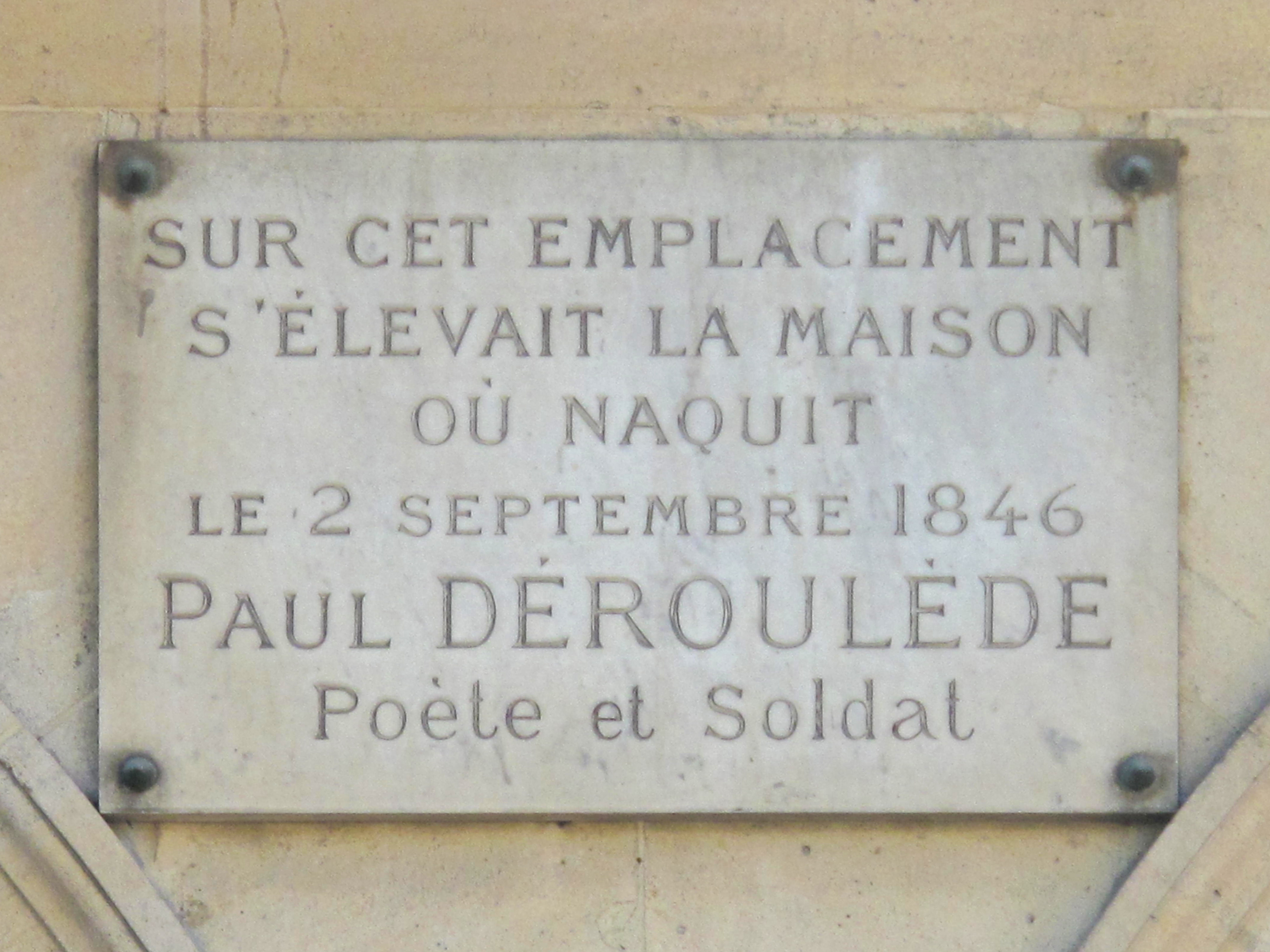
Plakette am Haus Nr. 3

- Der Platz liegt gegenüber der Kolonnaden des Louvre vom Architekten Perrault, getrennt durch die Rue de l’Amiral-de-Coligny.
- Nr. 3: Eine Plakette erinnert daran, dass dies das Geburtshaus des Politikers und Schriftstellers Paul Déroulède ist.